# Kampen om Barnet
Kampen om Barnet er en dansk stumfilm fra 1915, der er instrueret af Hjalmar Davidsen efter manuskript af Martin Jørgensen og Kaj Holberg.

## Handling
Denne artikel mangler et handlingsreferat. Hjælp os med at skrive det.

## Medvirkende
- Nicolai Johannsen - Dr. Nelson
- Johanne Fritz-Petersen - Miss Phyllis Edwards
- Carl Lauritzen - Smukke Carl
- Else Frölich - Sorte Britta
- Oscar Stribolt - Krovært
- Lily Frederiksen - Barnet
- Volmer Hjorth-Clausen
- Carl Schenstrøm - Krogæst
- Ebba Lorentzen